# آرژنتینو

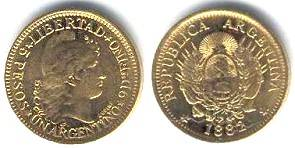
نمونه‌ای از سکه یک آرژنتینو، ضرب شده در سال ۱۸۸۲

آرژنتینو واحد پول سابق کشور آرژانتین بود.
سکه های نیم آرژنتینو در خلال سال های ۱۸۸۱ تا ۱۸۸۴ میلادی ضرب می شد و ۴٫۰۳۲۲ گرم وزن داشت. سکه های یک آرژنتینو نیز در خلال سال های ۱۸۸۱ تا ۱۸۹۶ ضرب می گردید و ۸٫۰۶۴۵ گرم وزن داشت.
هردوی این سکه ها از طلایی با عیار ۰٫۹۰۰ تهیه می گردید.